# 히리스티나 포포비치
히리스티나 포포비치(Hristina Popović, 1982년 3월 26일~)는 세르비아의 배우이다.
베오그라드에서 태어났다.

## 영화
- 마지막 생존자(2019년) - 프란카 아나츠/흐르보이카 호르바트 역
- 사무라이 인 어텀(2016년)
- 어 굿 와이프(2016년)
- 넥스트 투 미(2015년)
- 하늘 아래 우리는(2014년)
- 써클즈(2013년)
- 퍼레이드(2011년)